# York County (Virginia)
York County ist ein County im Bundesstaat Virginia der Vereinigten Staaten. Bei der Volkszählung im Jahr 2020 hatte das County 70.045 Einwohner und eine Bevölkerungsdichte von 256,6 Einwohnern pro Quadratkilometer. Der Verwaltungssitz (County Seat) ist Yorktown.

## Geographie
Das County liegt im Osten von Virginia, wird im Osten durch die Chesapeake Bay begrenzt und hat eine Fläche von 558 Quadratkilometern, wovon 285 Quadratkilometer Wasserfläche sind. Es grenzt im Uhrzeigersinn an folgende Countys: Gloucester County und James City County.

## Geschichte
Gebildet wurde es 1634 als Charles River Shire, als eines der acht Original-Countys. Während des Englischen Bürgerkrieges (1642–1649) wurde das Charles River County, das nach König Karl I. von England benannt war, in York County umbenannt.

## Demografische Daten

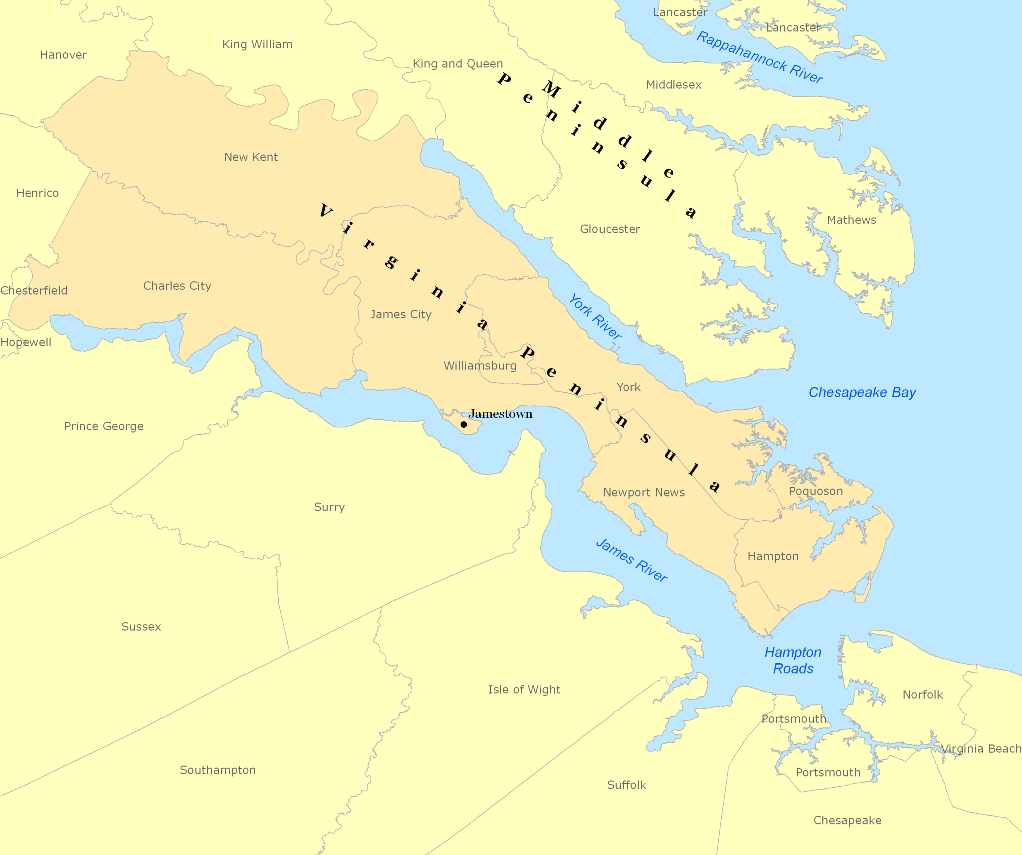
Umgebungskarte der Chesapeake Bay

Alterspyramide des York County

Nach der Volkszählung im Jahr 2000 lebten im York County 56.297 Menschen. Davon wohnten 627 Personen in Sammelunterkünften, die anderen Einwohner lebten in 20.000 Haushalten und 15.880 Familien. Die Bevölkerungsdichte betrug 206 Einwohner pro Quadratkilometer. Ethnisch betrachtet setzte sich die Bevölkerung zusammen aus 80,00 Prozent Weißen, 13,38 Prozent Afroamerikanern, 0,35 Prozent amerikanischen Ureinwohnern, 3,25 Prozent Asiaten, 0,12 Prozent Bewohnern aus dem pazifischen Inselraum und 0,90 Prozent aus anderen ethnischen Gruppen; 2,00 Prozent stammten von zwei oder mehr ethnischen Gruppen ab. 2,68 Prozent der Bevölkerung waren spanischer oder lateinamerikanischer Abstammung.
Von den 20.000 Haushalten hatten 42,2 Prozent Kinder und Jugendliche unter 18 Jahre, die bei ihnen lebten. 67,3 Prozent waren verheiratete, zusammenlebende Paare, 9,4 Prozent waren allein erziehende Mütter, 20,6 Prozent waren keine Familien, 16,7 Prozent waren Singlehaushalte und in 5,4 Prozent lebten Menschen im Alter von 65 Jahren oder darüber. Die Durchschnittshaushaltsgröße betrug 2,78 und die durchschnittliche Familiengröße lag bei 3,15 Personen.
Auf das gesamte County bezogen setzte sich die Bevölkerung zusammen aus 29,1 Prozent Einwohnern unter 18 Jahren, 6,6 Prozent zwischen 18 und 24 Jahren, 30,7 Prozent zwischen 25 und 44 Jahren, 24,4 Prozent zwischen 45 und 64 Jahren und 9,1 Prozent waren 65 Jahre alt oder darüber. Das Durchschnittsalter betrug 36 Jahre. Auf 100 weibliche Personen kamen 96,5 männliche Personen. Auf 100 Frauen im Alter von 18 Jahren oder darüber kamen statistisch 93,5 Männer.
Das jährliche Durchschnittseinkommen eines Haushalts betrug 57.956 USD, das Durchschnittseinkommen der Familien betrug 64.892 USD. Männer hatten ein Durchschnittseinkommen von 42.948 USD, Frauen 28.713 USD. Das Prokopfeinkommen betrug 24.560 USD. 2,7 Prozent der Familien und 3,5 Prozent der Bevölkerung lebten unterhalb der Armutsgrenze. Davon waren 3,9 Prozent Kinder oder Jugendliche unter 18 Jahre und 3,8 Prozent waren Menschen über 65 Jahre.